# Басурин, Эдуард Александрович
Эдуард Александрович Басурин (укр. Басурін Едуард Олександрович; род. 27 июня 1966, Донецк, Украинская ССР, СССР) — военный деятель самопровозглашённой Донецкой Народной Республики. Пресс-секретарь военного командования ДНР с 14 января 2015 года. Полковник ДНР.

## Биография
Эдуард Александрович Басурин родился 27 июня 1966 года в Донецке. По окончании школы в 1983 году поступил в Донецкое высшее военно-политическое училище, которое окончил в июне 1987 года. По окончании училища служил в армии (сначала — советской, позже — российской) в городе Кунгур. Уволился в 1997 году, после чего вернулся в Донецк.
В 1997—2002 годы — директор фирмы по производству п/э плёнки ВД.
В 2006—2010 годы — работал в фирме по производству ПВХ продукции с нанесением лакокрасочных материалов на данную продукцию.
Свою деятельность в самопровозглашённой Донецкой Народной Республике Эдуард Басурин начал в июле 2014 года с должности замполита спецподразделения «Кальмиус». Осенью 2014 года Басурин также стал одним из координаторов противостояния в Донецке. Позднее Народный Совет Донецкой Народной Республики утвердил его кандидатуру на должность заместителя командующего корпусом Минобороны республики по работе с личным составом.
С 14 января 2015 года выполняет роль пресс-секретаря военного командования республики; именно он объявляет на пресс-конференциях сведения о ходе боевых действий в ДНР.
16 февраля 2015 года Эдуард Басурин был включён в санкционные списки ЕС под номером 137.
18 февраля 2023 года военный корреспондент Александр Сладков рассказал, что Басурина уволили с руководящей должности в народной милиции ДНР.